# سياسة التأشيرات في العراق
يحتاج معظم مواطني الدول إلى تأشيرة لدخول العراق وفقاً للقانون العراقي. ولكن فإن الزائرين من العديد من الدول يمنحون تأشيرة عند الوصول في مطارات معينة وهناك دول محددة ممنوعة من دخول العراق.
رفعت الحكومة العراقية متطلبات تأشيرة ما قبل الوصول للمواطنين من 37 دولة في 15 آذار 2021، مما يسمح لمواطني تلك الدول بالتقدم للحصول على تأشيرات عند الوصول عند المعابر الحدودية البرية والبحرية والجوية المعتمدة. أطلقت الحكومة العراقية موقعًا للتأشيرة الإلكترونية، ولكن ليس من الواضح ما إذا كان بإمكان جميع المواطنين في العالم التقديم؛ في الوقت الحالي، يمكن فقط لمواطني ألمانيا وتركيا ومصر التقديم.

## خريطة سياسة التأشيرة

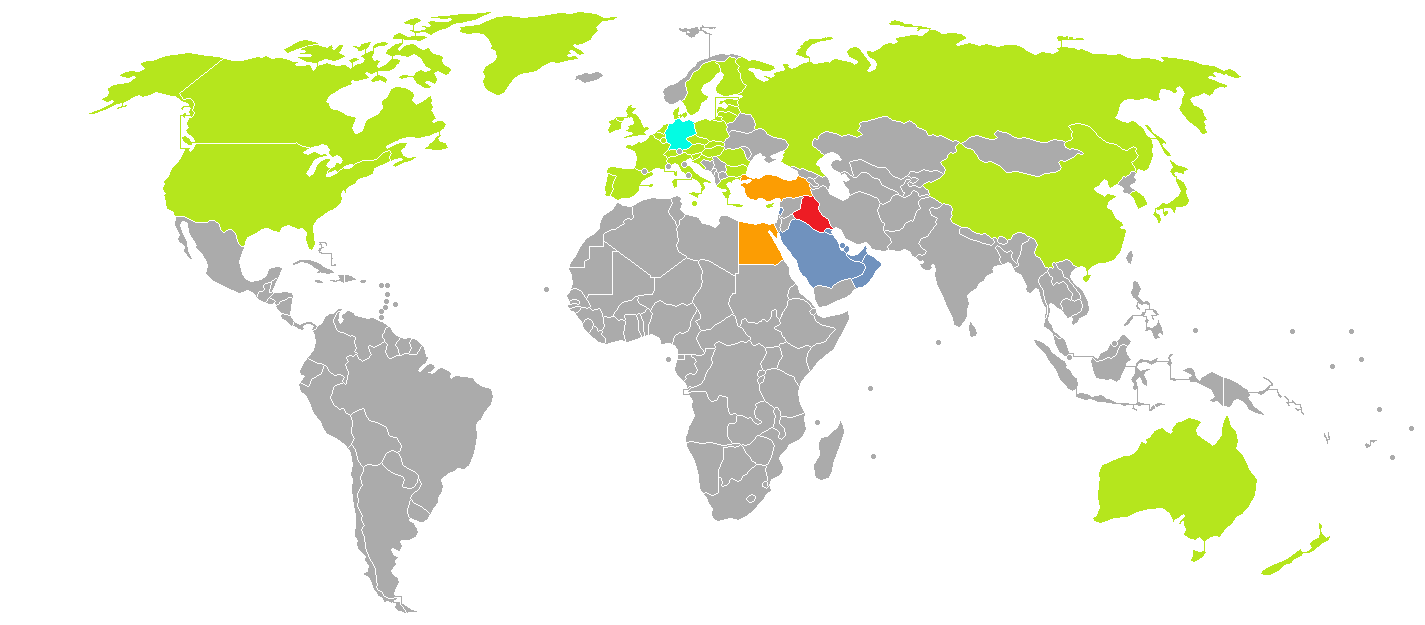
سياسة تأشيرة العراق
العراق
تأشيرة عند الوصول
تأشيرة عند الوصول TD مطاري النجف والبصرة
تأشيرة إلكترونية
تأشيرة عند الوصول وتأشيرة إلكترونية
التأشيرة مطلوبة

يمكن لمواطني إيران زيارة العراق بدون تأشيرة لمدة تصل إلى 30 يومًا.

## تاشيرة الدخول عند الوصول
مواطنو الدول التالية يستطيعون الحصول على التأشيرة عند الوصول لمطاري النجف والبصرة الدوليين.
| - البحرين - الكويت - لبنان - عمان | - قطر - السعودية - الامارات |  |

ويمكن لمواطني البلدان التالية الحصول على تأشيرة عند الوصول من أي نقطة دخول برية وبحرية وجوية.
| - مواطنو دول الاتحاد الاوروبي \| - الولايات المتحدة - المملكة المتحدة - روسيا - الصين - اليابان \| - كوريا الجنوبية - نيوزيلندا - كندا - استراليا - سويسرا \| \| |                                                         |  |
| - الولايات المتحدة - المملكة المتحدة - روسيا - الصين - اليابان                                                                                                   | - كوريا الجنوبية - نيوزيلندا - كندا - استراليا - سويسرا |  |

| - الولايات المتحدة - المملكة المتحدة - روسيا - الصين - اليابان | - كوريا الجنوبية - نيوزيلندا - كندا - استراليا - سويسرا |  |

## جوازات السفر غير العادية
التأشيرة غير مطلوبة لحاملي جوازات السفر الدبلوماسية أو جوازات الخدميين للبلدان التالية:
| - الصين 30 يوماً فقط لحاملي الجوازات الدبلوماسية - ايران 30 يوماً - الكويت 30 يوماً - لبنان 6 اشهر لحاملي الجوازات الدبلوماسية، و3 اشهر لحاملي الجوازات الخدمية. - صربيا 90 يوماً - تركيا 45 يوماً |

## الدول الممنوعة
مواطنو إسرائيل ممنوعين من زيارة العراق بشكل عام.

## جائحة كوفيد -19
لا يحتاج المسافرون الملقحون بالكامل إلى اختبار تفاعل البوليميراز المتسلسل قبل وصولهم إلى العراق. أما المسافرين الذين لا يمكنهم تلقي لقاح كوفيد-19 لأسباب صحية فعليهم تقديم تقرير طبي مصدق من وزارة الصحة واختبار تفاعل البوليمراز المتسلسل سلبي.

## أنظر أيضا
- متطلبات الحصول على تأشيرة لمواطني العراق
- السياحة في العراق
- عراقيون
- جواز سفر عراقي